# Burkhard Wetekam
Burkhard Wetekam (* 2. Juli 1968 in Schwelm in Westfalen) ist ein deutscher Schriftsteller und Journalist.

## Leben
Burkhard Wetekam studierte Germanistik, Philosophie und Musik in Hannover. Danach war er als Musiker, Lehrer und Redakteur sowie als Journalist für Radio und Printmedien tätig. Artikel und Rezensionen von ihm erschienen u. a. in der Zeit und beim Deutschlandfunk. Zudem entwickelte er verschiedene Unterrichtsmaterialien u. a. für den Westermann Verlag und war an Bildungs- und Medienprojekten für das Niedersächsische Kultusministerium, die Akademie für Leseförderung oder die Region Hannover beteiligt.
2016 erschien im Rostocker Hinstorff Verlag der erste Krimi mit der Ermittlerfigur Tom Brauer, Zeitungsredakteur und Privatdetektiv. Seit März 2023 ist Wetekam Geschäftsführer des Autor:innenzentrums Hannover.
Burkhard Wetekam lebt in Hannover-Döhren.

## Auszeichnungen
- 2004: Stipendium Klagenfurter Literaturkurs
- 2005: Literaturpreis Ruhr (Förderpreis)
- 2006: Autorenwerkstatt am Literarischen Colloquium Berlin
- 2005/2008: Arbeitsstipendium des Landes Niedersachsen
- 2021: Kurt 2021 (Literaturpreis der Autor:innenkonferenz Hannover)

## Werke

### Sachbuch
- Handbuch Medienkunde (mit Petra Schepers). Westermann Verlag, Braunschweig 2012, ISBN 978-3-14-162142-6

### Theaterstück
- 2019: Eine Art Bruder, Pustertaler Theatergemeinschaft, Festung Franzensfeste